# Шагиахметов, Шах-Ислам Шагисултанович
Шах-Ислам Шагисултанович  Шагиахметов  (21 ноября 1886 — после 1922) — журналист, помощник присяжного поверенного, член Всероссийского учредительного собрания, вице-премьер Временного правительства Кокандской автономии.

## Биография
Родился в татаро-башкирской семье в Оренбурге. Отец Шагисултан (Султан) Шагиахметович Шагиахметов (1855–24 августа 1896) родом из "башкирцев" Мензелинского уезда Уфимской губернии окончил юридический факультет Казанского университета в 1876, после этого до  1890 года преподавал в Оренбургской татарской учительской школе, позднее служил следователем в судебных учреждениях Оренбургского края. В 1889 году отец получил чин статского советника. Мать — Гайнизиган Мухаммед-Садыковна Нигматуллина, татарка по национальности. По сословной принадлежности семья относилась к дворянам.
В 1905 году окончил Оренбургскую мужскую гимназию. Подал заявление о просьбе зачислить на восточный факультет Санкт-Петербургского университета, но осенью того же 1905 года, получив именную стипендию из «башкирских сумм», перевёлся  на юридический факультет в том же университете. Под полицейским надзором с 1907, по убеждениям близок к социал-демократам, проводил агитацию в Ташкентском гарнизоне, но смог избежать ареста. К концу 1910 году прослушал и сдал экзамены за полный университетский курс, а в январе  1911 года получил выпускное свидетельство. Помощник присяжного поверенного. C 31 августа 1912 помощник присяжного поверенного Б. Г. Лопатина-Барта в Санкт-Петербурге. Хотя и отец, и брат, и сам Шах-Ислам были записаны "башкирцами" и получали башкирскую стипендию, Шах-Ислам воспитывался в татарской среде Оренбурга и в качестве родного языка указывал татарский язык, по культуре он был скорее  татарином со светским русскоязычным образованием, именно как татарина его воспринимали в Средней Азии.
С октября 1912 редактор «Мусульманской газеты» в Петербурге. Первые два номера газеты были выпущены под редакцией С. И. Габиева и Шагиахметова, а с № 3 — единственным редактором стал С. И. Габиев. Позднее Шагиахметов, как автор, публиковал в этой газете статьи на  разные общественно-политические темы.
В 1916 секретарь просветительского общества «Гайрат» в Коканде, редактор-издатель газет «Туркестанский край» («Туркистон ўлкаси»), «Самаркандский телеграф», отправлял статьи в московскую газету «Русские ведомости». По оценке полиции был «пораженцем»,  и поэтому был близок к «ленинскому течению» в социал-демократии, то есть к большевизму. В октябре 1916 служил адвокатом (помощником присяжного поверенного) в Коканде, по просьбе местных жителей обращался с жалобой на волостного управителя села Ашт Наманганскаго уезда  Алимбекова Туркестанскому генерал-губернатору Куропаткину.
В 1917 году примыкал  к народным социалистам. В середине марта 1917 принял участие в совещании мусульманских общественных деятелей в Санкт-Петербурге под председательством  Ибниямина Ахтямова. Избран членом и секретарём  Всероссийского мусульманского совета (Милли-Шуро), Туркестанского краевого мусульманского совета, с начала июля исполняющий обязанности председателя Исполнительного комитета Милли-Шуро. Его кандидатура вместе с Ахмедом Цаликовым была предложена для включения в состав Временного правительства, как министра без портфеля, для решения вопросов по делам российских мусульман. Участник II-го Всероссийского мусульманского съезда в Казани в 1917 году. В августе 1917 участвовал в переговорах с правительством о создании мусульманских воинских частей.
14-22 апреля 1917 года участвовал в I-ом Всетуркестанском мусульманском съезде. Избран в президиум съезда, а затем в Туркестанский краевой мусульманский совет под руководством Мустафы Чокаева. 8-11 сентября 1917 года на II-ом Всетуркестанском мусульманском съезде Шагиахметов разделял подход Чокаева: «Как бы ни была ослаблена Россия, она гораздо сильнее нас. С Россией мы должны жить в мире и дружбе. Это диктует сама география».
Был включён в состав Особого совещания для составления проекта Положения о выборах в Учредительное собрание. В конце 1917 или в начале 1918 года был избран во Всероссийское учредительное собрание в Ферганском избирательном округе  по списку № 2 (общеферганский список мусульманских организаций).
Заместитель министра-председателя (вице-премьер) Временного правительства Кокандской автономии 1-го состава. Был автором проекта конституции Туркестанской автономии.
В феврале 1918 арестован большевиками. Весной 1918 года по сообщению татароязычной газеты «Олуг Туркестан» (Великий Туркестан), находясь в местной тюрьме, Шагиахметов душевно заболел и был помещён в тюремный лазарет. Там он пребывал с апреля по май. В той же газете появилось сообщение о его попытке самоубийства и заключении Шагиахметова в одиночную камеру. В мае 1918 года был освобождён и отошёл от политики. В 1920 эмигрировал в Индию.  По некоторым сведениям там снова заболел и был переправлен к родным во Владивосток. Последние сведения о Шагиахметове были получены Мустафой Чокаевым в 1922 году.

## Семья
- Жена (с 1909) — Ольга Викторовна Бенедская[2]
  - Дети — ?
- Брат — Шах-Гали (или Шахгали) (22.12.1882—?), в 1903-1909 годах учился, как башкирский стипендиат, на юридическом факультете Санкт-Петербургского университета, в августе 1910 года перешёл на юридический факультет Юрьевского университета[2].
- Сестра — Биби-Марьям[2],
- Сестра — Биби-Галия[2],
- Сестра — Биби-Салия[2],
- Сестра — Биби-Зухра[2]

## Сочинения
- Шагиахметов И. Политика и мусульмане (письмо в редакцию). // Современный мир. 1913. № 6, стр. 251-258.

## Адреса
- 1910—1912 — Санкт-Петербург, ул. Пушкинская, д. 7[2].

### Рекомендуемые источники
- Мич [Мустафа Чокаев], Шаһислам Шаһиәхмәд (дуслык вазифасы) // Яшь Төркестан. – 1931. – № 14. – С. 8.
- Исхаков С. М. Революционер, политик, государственный деятель Ш.-И. Шагиахметов // Россия XXI.  Июль-Август 2018 N. 4  С. 6 - 29.